# 雨夜惊魂
雨夜惊魂是2015年由刘天荣导演的中国惊悚电影。该电影于2015年11月6日发布。

## 演员
- 蓝燕[2]
- 王李丹妮[2]
- 董玉峰[2]

## 反响
这部电影赢得了64万中国票房。